# Солтани, Фагихе
Фагихе Солтани (перс. فقیهه سلطانی‎, род. 20 сентября 1974, Хамадан) — иранская актриса.

## Биография
Солтани родилась в Хамадане в 1974 году и изучала драму в Исламском университете Азад. Она брала уроки актёрского мастерства у Голаб Адине. Её актёрский дебют состоялся в 1995 году, когда она снялась в фильме «Синяя вуаль» известного режиссёра Рахшан Бани-Этемад. С тех пор она снялась во многих фильмах и сериалах. Среди её известных фильмов — «Сурати» (2003) Ферейдуна Джейрани, «Солнечные очки» (1999) и «Чудо смеха» Ядоллы Самади. За последнюю роль она была номинирована на премию «Кристалл Симорг» за лучшую женскую роль, но в итоге проиграла Гольчехре Саджадие.
Она замужем за иранским футболистом Джалалом Омидьяном. 